# Parambassis vollmeri
Parambassis vollmeri är en fiskart som beskrevs av Roberts, 1995. Parambassis vollmeri ingår i släktet Parambassis och familjen Ambassidae. IUCN kategoriserar arten globalt som livskraftig. Inga underarter finns listade i Catalogue of Life.